# Natura morta del sabatot
Natura morta del sabatot, també coneguda com a Natura morta de la sabata vella, és una pintura a l'oli realitzada per Joan Miró entre el 24 de gener i el 29 de maig de 1937 i que actualment forma part de la col·lecció permanent del Museu d'Art Modern de Nova York. L'obra va entrar al museu com a regal de James Thrall Soby el 1970.

## Història
Quan va esclatar la Guerra Civil Espanyola Miró estava passant una temporada a la seva masia de Mont-Roig del Camp. Miró va marxar a França. El 16 de desembre de 1936 va arribar a París amb la seva esposa Pilar i la petita Maria Dolors. Van viure en un espai vital molt reduït i amb absència total d'un lloc on treballar. En aquella època Miró no podia fer res més que recollir idees i anotar-les als seus carnets. Per exercitar-se en el dibuix, Miró, tal com ja havia fet l'any 1920 quan arribà a París, es va apuntar a classe de l'Acadèmia de la Grande Chaumière.
El pintor, encara sense taller ni apartament, va començar a treballar a l'entressol de la Galeria Pierre, i va trigar cinc mesos, de gener a maig de 1937, en produir un dels quadres més estranys i més importants de la seva obra, La natura morta del sabatot, una pintura a l'oli on va expressar la seva angúnia per la situació espanyola. L'obra de Miró plasma fins a quin punt comparteix la prova que travessa el seu país i quin partit pren. L'artista preveu, anuncia i pinta amb molt detall l'escalada del mal, la invasió dels monstres, la regressió metamòrfica de la figura humana.
| «                  | Potser els esdeveniments del moment, especialment el drama de la guerra d'Espanya, em feien sentir la necessitat de penetrar en la realitat. Acostumava a anar cada dia a la Grande Chaumière a treballar al natural. En aquell moment sentia una necessitat de controlar les coses a través de la realitat | » |
| — Rosa Maria Malet | |   |

Miró va col·laborar amb el bàndol republicà arran de l'Exposició Internacional de París de 1937, com també ho faria Picasso amb el seu famós Guernica. Miró, al seu torn, va dissenyar un cartell amb molta força visual on es podia llegir clarament i en francès Aidez l'Espagne (Ajudeu Espanya). També pintaria un mural que seria exposat en el pavelló dissenyat per Josep Lluís Sert, de cinc metres i mig d'alçada i titulat El segador, obra que desapareixeria quan es va desmantellar el pavelló.

## Composició
El quadre presenta els elements més banals per formar una natura morta: en una taula, una ampolla, una forquilla clavada en una poma, un rosegó de pa i un sabatot. Aquests elements, deliberadament humils i simbòlics, es mostren dins
una visió apocalíptica, un paisatge alterat, estripat, en flames, transposició a la pintura d'un món embogit o d'una Espanya martiritzada.
Destaca l'ús del color, que s'allunya de la representació realista. L'incendi de colors destrueix i recompon els objectes. Una il·luminació dura sembla venir del davant de la tela, però el seu focus és imprecís o més aviat mòbil i bellugadís con les flames d'un incendi. D'aquesta manera, l'incendi que circularia davant la tela, projectant la seva llum i les seves ombres sobre el quadre, propagant les seves flames als objectes de la natura morta, aquest incendi no tindria altre focus que l'ull del pintor, o el de l'espectador.
En aquesta obra Miró aconsegueix una relació entre la sabata i la resta dels elements col·locats damunt la taula, l'ampolla, una poma amb una forquilla clavada, i un rosegó de pa. En el tractament dels colors aconsegueix un efecte d'una màxima agressivitat, ja que són tons àcids i violents. La pintura en aquest quadre no és plana com en obres anteriors sinó que perfila i dona dimensió a les formes dels objectes.

## Anàlisi
Daniel Giralt-Miracle, en parlar de l'obra, comenta: 
| « | Sempre m'ha impressionat molt aquesta obra fosca, contundent i tràgica. Miró va expressar aquí tot el drama d'una guerra civil com la del 1936-1939. Picasso va denunciar la guerra amb un crit com el Gernika, mentre que Miró ho va fer a la seva manera, introspectivament, al·ludint al desastre, a la misèria, a la fam amb aquesta obra irrepetible» | » |

Aquesta pintura està lligada de manera clara al context històric, a la guerra civil espanyola. Ha estat per aquest motiu considerada el Guernica de Miró. No representa els horrors de la guerra, però expressa això, i la consciència en veu afectada fins i tot en les seves relacions amb els objectes quotidians. El testimoni és terrible. Els objectes, com els nus de la Grande Chaumière, s'inflen, es desborden, adquireixen proporcions insòlites, la seva presència esdevé amenaçadora i obsessiva com certes imatges dels malsons.
L'incendi no afecta ni desfigura completament els objectes, pobres, quotidians. Aquest manteniment de l'aparença dels objectes és necessari per a la tensió lírica, per a la universalitat del drama. L'abast d'aquesta obra disminueix considerablement si es fa abstracció de la Guerra Civil Espanyola que la subtendeix i la motiva de la manera més directa, per interpretar-la com un testimoni força vague en favor de la misèria humana en general.
Segons el mateix Miró, tota aquesta representació, la va fer pensant en el quadre Sabates del llaurador de Van Gogh, un artista que Miró admirava molt. És considerada com una peça clau d'aquest període pictòric tan realista.

## Curiositats

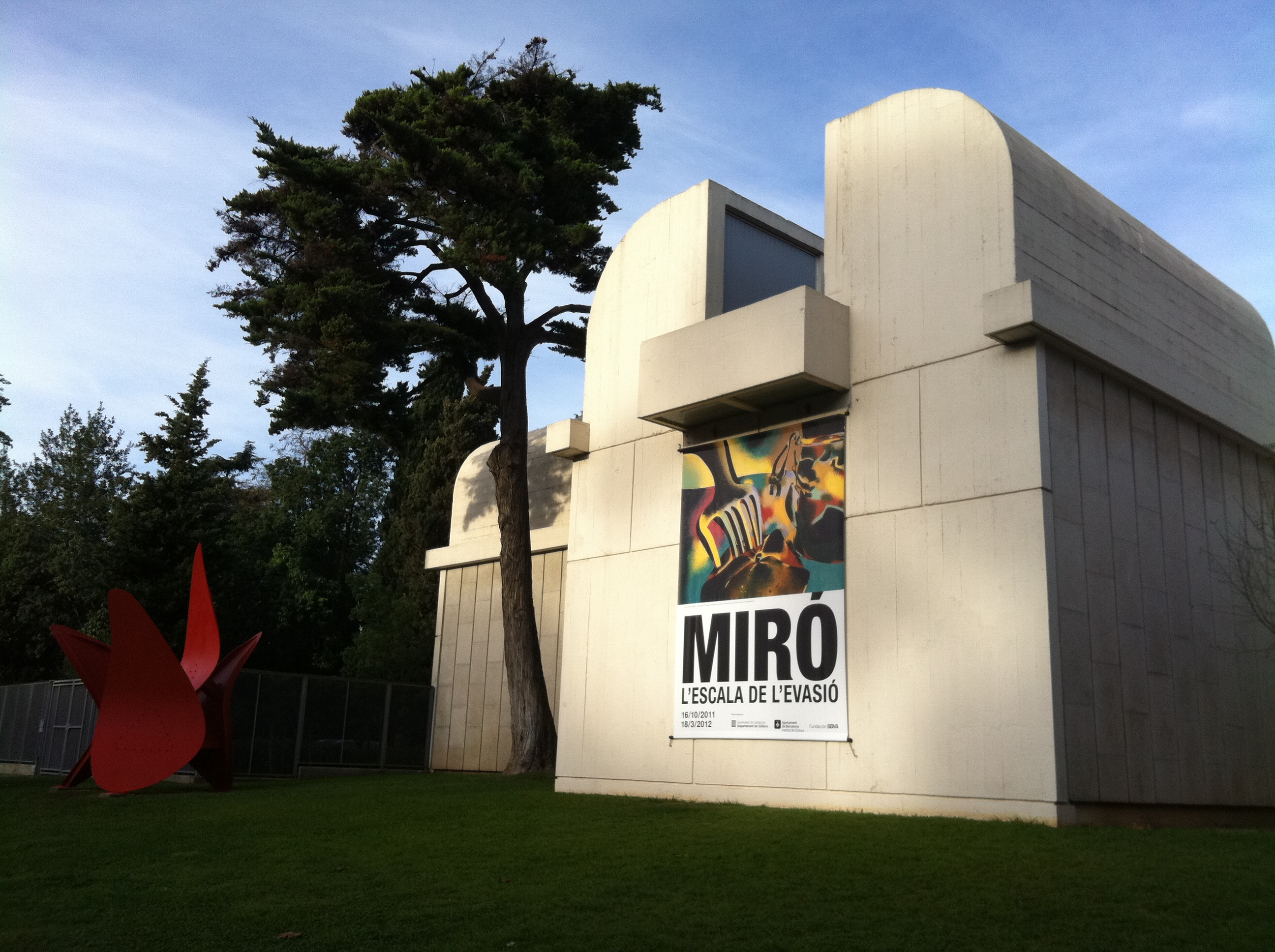
Cartell a l'entrada de la Fundació, on es pot veure l'obra

- L'obra es va fer servir al cartell de l'exposició Joan Miró. L'escala de l'evasió que va tenir lloc la tardor de 2011 a la Fundació Joan Miró.
- A partir de 1973 Miró comença a comparar l'obra amb el seu Guernica particular.[11]